# J-League de 1994
A J-League de 1994 foi a segunda edição da liga de futebol japonesa profissional J-League. Foi iniciada em 12 de março e com término no dia 19 de novembro de 1994.
A liga teve 12 clubes. O Verdy Kawasaki foi o primeiro bicampeão da liga, sendo o vice Sanfrecce Hiroshima.

## Artilharia
| Pos. | Jogador             | Clube               | Gols |
| ---- | ------------------- | ------------------- | ---- |
| 1    | Frank Ordenewitz    | JEF United Ichihara | 30   |
| 2    | Alcindo Sartori     | Kashima Antlers     | 28   |
| 3    | Betinho             | Bellmare Hiratsuka  | 24   |
| 4    | Nobuhiro Takeda     | Verdy Kawasaki      | 23   |
| 4    | Ramon Diaz          | Yokohama Marinos    | 23   |
| 6    | Toninho             | Shimizu S-Pulse     | 22   |
| 7    | Yoshiyuki Hasegawa  | Kashima Antlers     | 21   |
| 8    | Koji Noguchi        | Bellmare Hiratsuka  | 19   |
| 8    | Ivan Hasek          | Sanfrecce Hiroshima | 19   |
| 10   | Kazuyoshi Miura     | Verdy Kawasaki      | 16   |
| 10   | Toshihiro Yamaguchi | Gamba Osaka         | 16   |
| 12   | Pavel Černý         | Sanfrecce Hiroshima | 15   |
| 12   | Ramón Medina Bello  | Yokohama Marinos    | 15   |
| 14   | Takuya Takagi       | Sanfrecce Hiroshima | 14   |
| 14   | Bismarck            | Verdy Kawasaki      | 14   |